# Флаг Среднеколымска
Флаг муниципального образования «Город Среднеколымск» Среднеколымского района Республики Саха (Якутия) Российской Федерации — опознавательно-правовой знак, служащий официальным символом муниципального образования.
Флаг утверждён 18 августа 2001 года и внесён в Государственный геральдический регистр Российской Федерации с присвоением регистрационного номера 947.

## Описание
«Флаг муниципального образования „Город Среднеколымск“ представляет собой полотнище с отношением ширины к длине 2:3; полотнище разделено на две горизонтальные полосы — белую и зелёную, соотносящиеся по ширине как 4:1 соответственно. Зелёная полоса по нижнему краю полотнища равномерно разделена пятью чешуйчато изогнутыми чередующимися поясами белого и голубого цвета, соотносящиеся как 1:1:4:2:1 соответственно. На белой полосе в центре изображение мамонта, а в верхнем углу свободного края полотнища красное изображение солнца из композиции муниципального герба».

## Символика
Город Среднеколымск расположен на серединном течении реки Колыма, которая изображена на флаге серебряным поясом с голубыми каймами.
Основной фигурой флага является восстающий мамонт — самое большое животное на земле, найденное на территории Среднеколымского улуса (района), в зоне распространения многолетнемёрзлых пород, и олицетворяющее память, мудрость, долголетие, верность, терпение.
Голубой цвет (лазурь) — символ красоты, чести, славы, преданности, истины, добродетели и чистого неба.
Белый цвет (серебро) — символ чистоты, мудрости, благородства, мира, взаимосотрудничества.
Зелёная оконечность показывает природу Колымской низменности, в зоне распространения многолетних мёрзлых пород, показанных серебряным (снежным) цветом, где сделаны наиболее значительные находки останков мамонтов.
Солнце отражает красоту северной природы. Красный цвет символ мужества, красоты и жизни.